# Meagher megye
Meagher megye az Amerikai Egyesült Államokban, azon belül Montana államban található. Megyeszékhelye és legnagyobb városa White Sulphur Springs. Lakosainak száma 1927 fő (2020. április 1.). Meagher megye Cascade, Broadwater, Park, Judith Basin, Wheatland, Sweet Grass, Gallatin és Lewis and Clark megyékkel határos.

## Népesség
A megye népességének változása:
| Lakosok száma | 1890 | 1890 | 1912 | 1937 | 1830 | 1927 |
|               | 2010 | 2011 | 2012 | 2013 | 2015 | 2020 |